# Бояна Попович
Бояна (Петрович) Попович  (серб. Бојана Поповић, 20 листопада 1979) — чорногорська гандболістка, олімпійська медалістка.

## Виступи на Олімпіадах
| Олімпіада   | Дисципліна | Місце |
| ----------- | ---------- | ----- |
| Лондон 2012 | гандбол    | 2     |